# 문경수
문경수(文京洙, 1950년~)는 대한민국의 정치학자이자, 교수이다. 재일 한국인이며, 주 분야는 한국 정치사이다.

## 저서
- 『한글 교본――기초부터 독해까지』( 신칸사 , 1992년)
- 『제주도 현대사――공공권의 사멸과 재생』(신간사, 2005년)
- 『한국 현대사』( 이와나미 서점 [ 이와나미 신서 ], 2005년)
- 『재일조선인 문제의 기원』（크레인 , 2007년）
- ‘제주도 4·3 사건――‘섬의 구니’의 죽음과 재생의 이야기’( 평범사 , 2008년)

### 공저
- (정장연) 『현대 한국에의 시점』(오쓰키 서점 , 1990년)

### 편저
- 『아시아의 사람들을 아는 책(5) 아시아에서 사는 사람들』(오쓰키 서점, 1992년)
- 『왜 계속 써 왔는지 왜 침묵해 왔는가――제주도 4·3 사건의 기억과 문학』(평범사, 2001년)

### 공편저
- (가와세 준지) ‘촛불 시위를 넘어――한국 사회는 어디로 가는지’(동방출판 , 2009년)
- (오쿠다 히로시 , 사토 마코토 , 하라 코히히코 ) '에틱 국제 관계학'(히가시 신도 , 2011년)

### 번역
- 윌프레드 버칫『히로시마 TODAY』 나리타 료오역(연합 출판, 1983년)
- 존 메릴 『제주도 4・삼봉기』(신칸사, 1988년)
- 유진 카멘 카편 「사회적 이상으로서의 공동체」(미야사 , 1991년)
- “제민일보” 4·3취재반 “제주도 4·3 사건(1) 조선 해방으로부터 4·3 전야까지”(신간사, 1994년)
- 서중석 '한국 현대사 60년'(아카시 서점 , 2008년